# Общежития Массачусетского технологического института

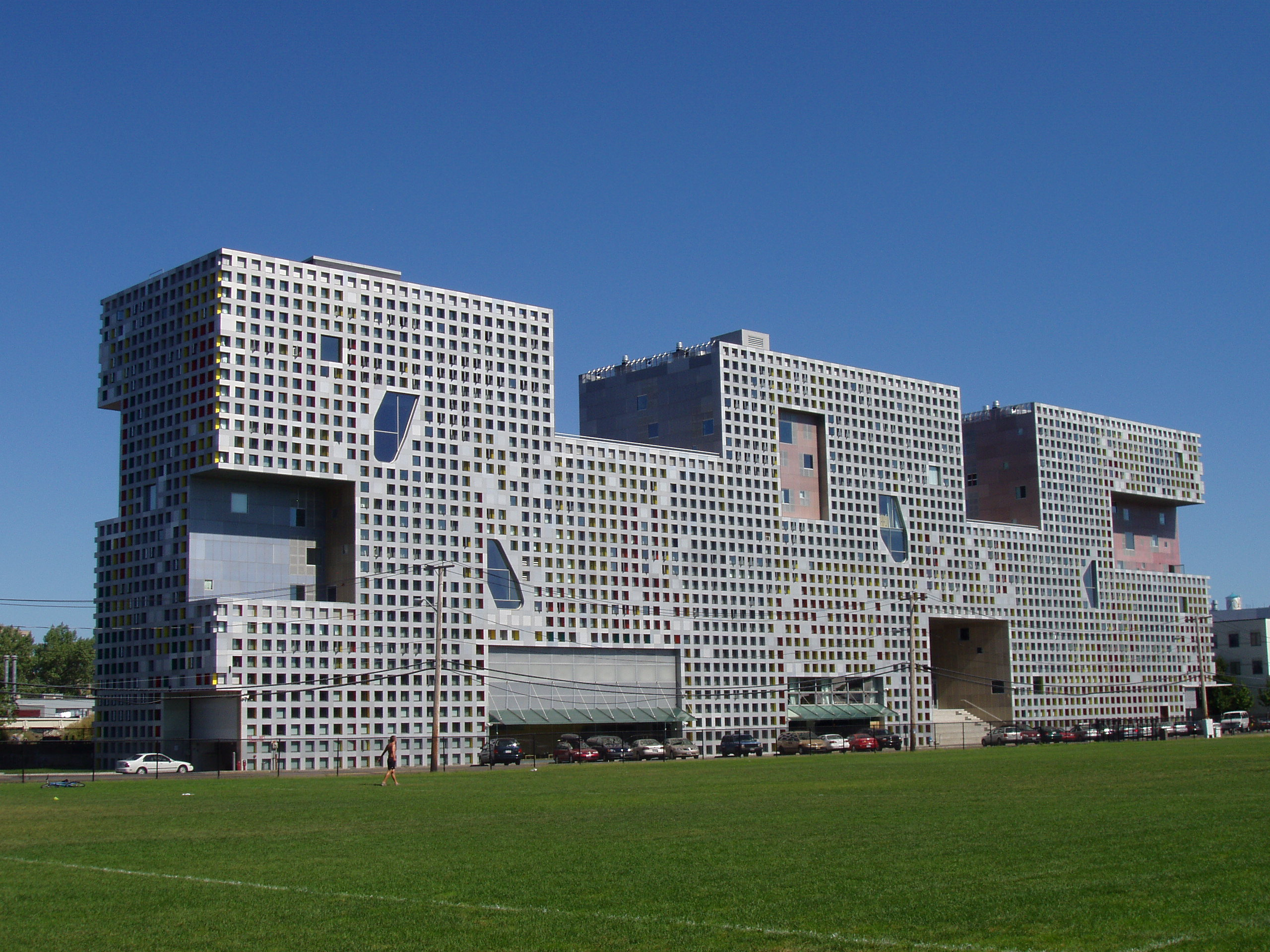
Симмонс Холл, большое общежитие для студентов, спроектированное Стивеном Холлом

В Массачусетском технологическом институте (MIT) одиннадцать общежитий для студентов и девять общежитий для аспирантов. Все студенты младших курсов обязаны проживать в общежитии MIT в течение первого года обучения. Общежития для студентов бакалавриата обычно разделены на сьюты или этажи, и в них обычно есть Graduate Resident Assistants (GRA) — аспиранты, живущие среди студентов, которые помогают поддерживать студенческую мораль и общественную деятельность. Многие общежития для студентов MIT известны своей самобытной студенческой культурой и традициями.
В общежитиях для студентов и аспирантов есть староста, обычно член преподавательского состава Массачусетского технологического института, живущий в специальной квартире в здании. В некоторых больших общежитиях есть несколько старост, каждый из которых отвечает за свою часть здания и участвует в совместных консультациях по вопросам, касающимся всего здания.
Маккормик-Холл — общежитие только для женщин; все остальные общежития — совместного проживания. Истгейт и Вестгейт предназначены для семейного проживания аспирантов, а все остальные общежития предназначены для одиноких студентов.
Кроме того, часть студентов старших курсов MIT объединяются в братства, сестринства и группы независимой жизни (FSILG), либо на территории кампуса, либо поблизости, в Кембридже, Бостоне или Бруклайне (штат Массачусетс).

## Обзор

### Культуры общежитий
С годами в общежитиях студентов MIT сложился разнообразный спектр культур и традиций. За редким исключением общежития Западного кампуса (Масих, Маккормик, Бейкер, Бертон-Коннер, Макгрегор, Нью, Некст, Симмонс) имеют тенденцию быть более мейнстримовыми в своих взглядах, в то время как общежития Ист-Сайда (Ист-кампус, Старший дом, Рэндом, Бексли) были домом для многих различных субкультур, таких как ЛГБТК, готы, контркультура и анархисты. С 2002 года MIT обязал всех студентов первого курса проживать в общежитиях, отчасти для того, чтобы контролировать безответственное злоупотребление алкоголем в некоторых братствах, которое привело к смерти первокурсника.
Строительство нового общежития на 450 мест по адресу 189 Вассар-стрит (здание W46) было завершено осенью 2020 года, и оно было открыто для студентов в весеннем семестре 2021 года. Бертон-Коннер планируется закрыть на два года (с июня 2020 года по август 2022 года) для проведения капитального ремонта. Восточный кампус планируется закрыть на ремонт с июня 2023 года.

### Цели дизайна
В 2016 году администрация Массачусетского технологического института опубликовала руководство по проектированию новых и реконструкции старых общежитий для студентов. Был предложен оптимальный размер общежития для 350 студентов, организованных в «кластеры» по 30 студентов. Общежития должны состоять из 30-40 % одноместных и остальных двухместных комнат. Каждая комната должна быть оборудована мебелью из прочной дубовой древесины, спроектированной как модульная и в некоторой степени изменяемая жильцами. Три ванные комнаты будут общими для каждого кластера комнат, оборудованы общими раковинами и индивидуальными закрытыми туалетами и душевыми.
В отчёте рассматривается совместное приготовление пищи и столовая как неотъемлемая часть жизни и обучения студентов MIT. В некоторых общежитиях будут располагаться столовые, а другие будут отнесены к категории «готовь сам». В обоих типах общежитий будут предусмотрены помещения для больших групповых обедов и индивидуального или группового приготовления пищи, включая большие «деревенские кухни» для групп студентов, работающих вместе. Поощряется неформальное и формальное обучение диете и приготовлению пищи, в ответ на выраженный интерес многих студентов MIT к обучению кулинарии. Столовые будут организованы таким образом, чтобы в них было легко попасть другим членам сообщества MIT, включая студентов, преподавателей и сотрудников, не проживающих в общежитии, что будет способствовать более широкому социальному взаимодействию и проведению мероприятий.
В руководстве говорится, что ряд комнат и помещений должны быть общими для всего общежития, например, помещения для музыкальных репетиций, игр, просмотра медиа, учёбы, занятий спортом, встреч и других индивидуальных или групповых мероприятий. Мейкерспейсам уделяется всё больше внимания для поддержки основополагающего этического принципа MIT «mens et manus» («Разум и руки») и участия в искусстве и спорте. Необходимо предусмотреть большое закрытое внешнее пространство или внутренний двор, огражденный для безопасности, но позволяющий более широкому кругу жителей иметь доступ для особых случаев, и защищенный от солнца и чрезмерного ветра.
В руководстве также говорится, что общежития должны быть спроектированы с учётом требований золотого сертификата LEED, включая центральное кондиционирование воздуха, чтобы предотвратить установку импровизированных оконных кондиционеров и обеспечить круглогодичное использование зданий. Новое общежитие на Вассар-стрит (здание W46) было специально спроектировано с учётом этих рекомендаций.

### Варианты питания
Администрация MIT сделала акцент на включении общих столовых в несколько больших общежитий для студентов, как мест, где могут происходить ежедневные неформальные социальные взаимодействия. После отмены «обязательных столовых» в 1970 году, в нескольких общежитиях Массачусетского технологического института продолжали работать столовые на основе планов питания по выбору. Обязательные планы питания были восстановлены осенью 2011 года для жителей нескольких общежитий, несмотря на активные возражения некоторых студентов. По состоянию на 2019 год планы питания в MIT предлагают несколько вариантов, обязательных для жителей некоторых общежитий и необязательных для всех остальных студентов и аспирантов.
По состоянию на 2019 год общежития с обязательным планом питания являются:
- Бейкер-Хаус
- Масих-Холл (единственный зал, в котором можно пообедать)
- Маккормик-Холл
- Некст-Хаус
- Симмонс-Холл

Остальные общежития относятся к категории «готовь сам» и имеют кухни на каждом этаже или в каждом апартаменте. Жители этих общежитий также могут подписаться на план питания в другом общежитии, где есть столовая, или питаться в любой столовой на «наличной» основе. До некоторых продуктовых магазинов за пределами кампуса можно добраться на бесплатном автобусе, а на территории кампуса есть рынок свежих продуктов, открытый один день в неделю в течение большей части календарного года.

## Общежития для студентов бакалавриата

### Бейкер-Хаус

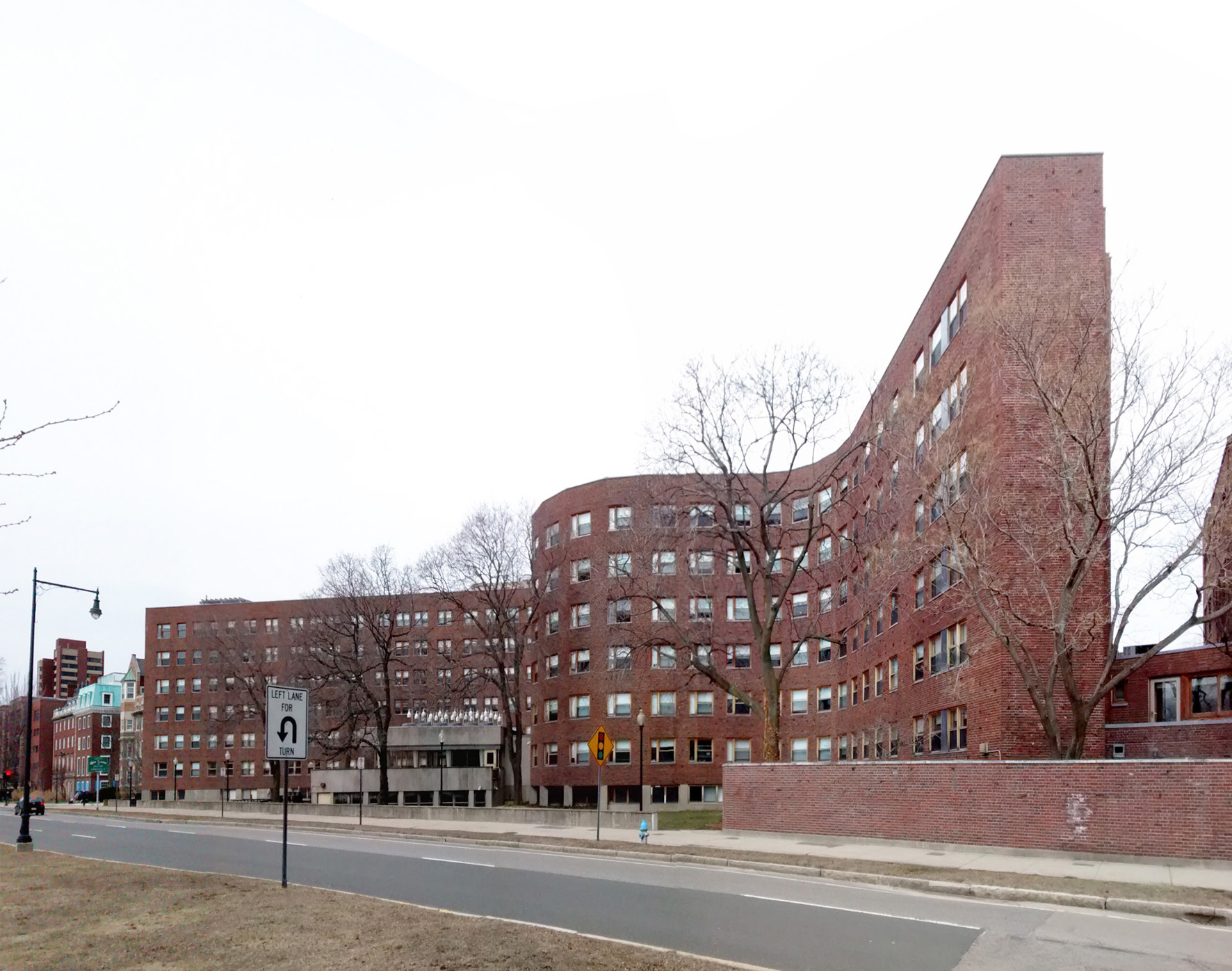
Передний фасад Бейкер-Хаус

Бейкер-Хаус (англ. Baker House), расположенный по адресу 362 Мемориал-драйв, является совместным общежитием Массачусетского технологического института, спроектированным финским архитектором Алваром Аалто в 1947—1948 годах и построенным в 1949 году. Его отличительная особенность — волнистая форма, благодаря которой из большинства комнат открывается вид на реку Чарльз, а столовая имеет крышу в виде «лунного сада». Аалто также спроектировал мебель на заказ для комнат здания, многие из которых имеют клиновидную форму. В 1999 году, к пятидесятилетию, Бейкер-Хаус был отремонтирован, модернизированы водопроводные, телекоммуникационные и электрические системы, а также устранены некоторые изменения в интерьере, внесённые за эти годы, которые не были предусмотрены первоначальным проектом Аалто.
Общежитие было названо в честь Эверетта Мура Бейкера, декана студентов Массачусетского технологического института, который погиб в авиакатастрофе в Индии в 1949 году. В общежитии проживают 318 студентов старших курсов в одноместных, двухместных, трёхместных и четырёхместных комнатах.
Одна из традиций Бейкер-хауса — сбрасывать с крыши старое пианино. Эту радицию начал бывший жителем Бейкера, Чарльз Бруно в 1972 году. Пианино сбрасывают в День сброса — последний день, когда студенты Массачусетского технологического института могут отказаться от занятий без штрафа.
Среди известных выпускников Бейкер-Хаус: Кеннет Олсен (электротехника, 1950), соучредитель Digital Equipment Corporation; Амар Боуз (электротехника, 1951), основатель Bose Corporation и изобретатель многочисленных аудиотехнологий; Алан Гут (физика, 1968), астрофизик и профессор физики в MIT; Тимоти Карни (1966), бывший посол США в Судане и Гаити; Джеральд Сассман (математика, 1968), профессор информатики в MIT; Джеффри Алан Лэндис (физика и электротехника, 1980), ученый НАСА и писатель-фантаст; Рональд Рейнс (химия и биология, 1980), профессор химии в MIT; Кэтрин Коулман (химия, 1983), астронавт НАСА; Уэсли Буш (1983), бывший председатель и генеральный директор Northrop Grumman; Уоррен Мэдден (1985), метеоролог Weather Channel; Джонатан Грубер (экономика, 1987), экономист и политический советник в области здравоохранения; Чарльз Корсмо (физика, 2000), актёр в таких фильмах, как «Капитан Крюк» и «Не могу дождаться»; Эд Миллер (физика и электротехника, 2000), известный специалист по покеру; и Кэти Крофф Белл (океанотехника, 2000), исследователь океана по программе National Geographic.

### Бертон-Коннер-Хаус

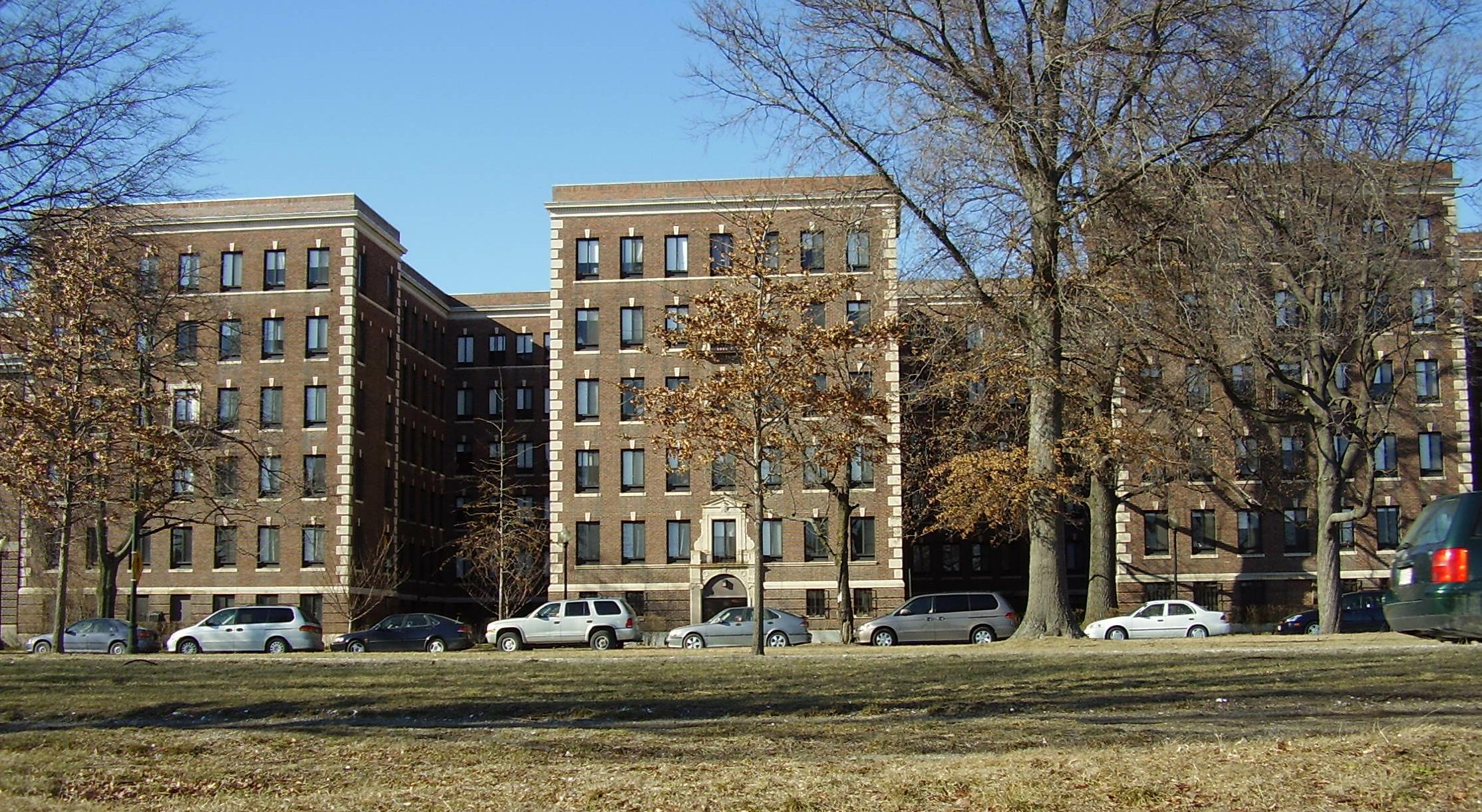
Три крыла «Бертон» общежития Бертон-Коннер-Хаус, вид с Мемориал-драйв

Бертон-Коннер-Хаус (англ. Burton-Conner House) (сокращенно Бертон-Коннер или БК), расположен по адресу 410 Мемориал-драйа, на северном берегу реки Чарльз. В Бертон-Коннер-Хаус проживают 344 человека. Здание имеет пять этажей, плюс цокольный этаж.
Бертон-Коннер представляет состоит из двух основных секций бывшего отеля «Риверсайд» и жилого дома, который Массачусетский технологический институт приобрёл и открыл как общежитие в 1950 году. Крыло «Бертон» состоит из трёх самых западных зданий, а «Коннер-Холл» — из оставшихся двух зданий вытянутой Е-образной структуры. Две части здания физически разделены брандмауэром над первым этажом, с пятью жилыми этажами на стороне Бертона и четырьмя на стороне Коннер.
В 1960-х годах в задней части здания Бертон-Коннер, со стороны, противоположной реке, была построена столовая. Несколько лет спустя столовая была закрыта, а помещение превратилось в комнату Портера — общее место для проведения собраний и студенческих мероприятий. Всё здание подверглось полной перестройке в 1970—1971 годах, когда внутренняя планировка была изменена с поэтажной (с ванными комнатами на каждом этаже и общими душевыми) на планировку с кухнями, гостиными и получастными ванными комнатами. Сегодня удобства Бертон-Коннер включают библиотеку с компьютерами, подключёнными к сети Афина, учебную зону, лабораторию электроники и фотолабораторию (не использовавшуюся более 10 лет), музыкальные комнаты, игровую комнату, тренажёрный зал и зал для занятий спортом, а также комнату отдыха с закусочной.
В феврале 2019 года администрация Массачусетского технологического института объявила, что Бертон-Коннер будет закрыт с июня 2020 года по август 2022 года для проведения капитального ремонта. Жильцы общежития выразили обеспокоенность по поводу временного жилья и того, как это может повлиять на культуру общежития.

### Восточный кампус

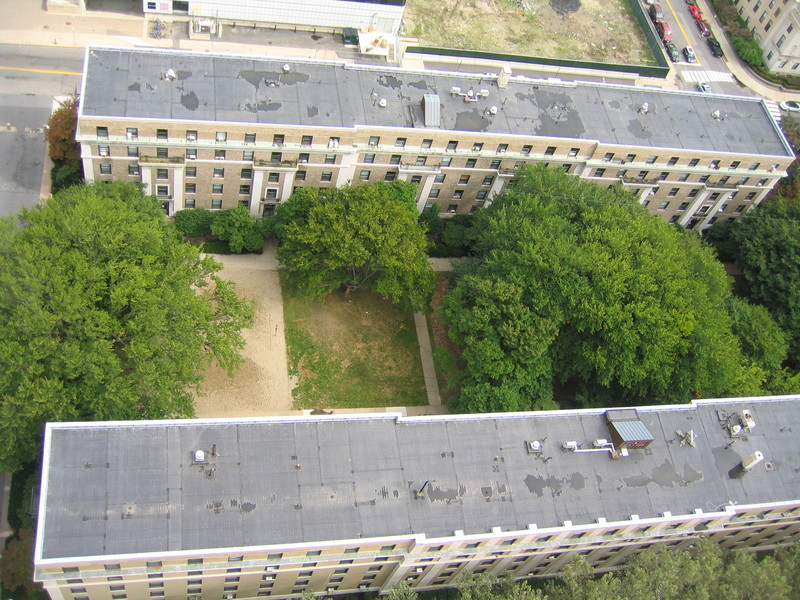
Вид с воздуха на два параллельных корпуса выпускников Восточного кампуса (северные концы находятся в левой части фотографии)

«Восточный кампус», «Мемориальные дома выпускников Восточного кампуса» и «Общежитие Фреда» (англ. East Campus) — второе старейшее общежитие Массачусетского технологического института после «Старшего дома». Расположенное по адресу 3 Эймс-стрит, оно представляет собой общежитие для студентов, сформированное из шести «домов», каждый из которых назван в честь одного из выпускников MIT:
- Гудейл (Чарльз В. Гудейл, 1875 г.)
- Бемис (Альберт Фарвелл Бемис[англ.], 1893 г., член корпорации MIT с 1914 по 1936 г.)
- Уолкотт (Уильям У. Уолкотт, 1901 г.)
- Манро (Джеймс Финни Манро[англ.], 1882, секретарь корпорации MIT с 1907 по 1929)
- Хейден (Чарльз Хейден[англ.], 1890, член корпорации MIT с 1907 по 1929)
- Вуд (Кеннет Ф. Вуд, 1894 г.)

Восточный кампус находится в двух длинных зданиях, ориентированных с севера на юг — Восточная параллель (здание построено в 1924 году, расширено в 1928 году) и Западная параллель (построено в 1931 году). Здания имеют номера 64 и 62 соответственно в системе нумерации зданий MIT. В каждом здании 5 этажей плюс нежилой подвал. Три «дома», составляющие здание, соединены на каждом этаже, функционируя как одно целое здание. Подвалы двух зданий соединены туннелем.
В 2014 году общежитие отметило своё 90-летие. В силу возраста, прочности и традиций общежития, 350—400 студентам, проживающим в нём, разрешено красить и изменять комнаты и общие помещения на этажах, но в рамках, разрешённых пожарным кодексом Кембриджа. Студенты часто используют различные технологии для обустройства своих комнат, создавая такие проекты, как кнопка экстренной доставки пиццы с сыром, танцпол в стиле диско, и автоматическая система отпирания дверей.
Среди известных выпускников Восточного кампуса — Ахмад Чалаби (математика, 1965) из Иракского национального конгресса; Джордж Смут (математика и физика, 1966), один из лауреатов Нобелевской премии по физике 2006 года; Джейкоб Уайт (электротехника и информатика, 1980), профессор MIT и член IEEE; Майкл Финк (аэронавтика и астронавтика, 1989, и науки о Земле, атмосфере и планетах, 1989), астронавт НАСА; и Томас Масси (электротехника, 1993), член парламента США от штата Кентукки.

### МакГрегор-Хаус

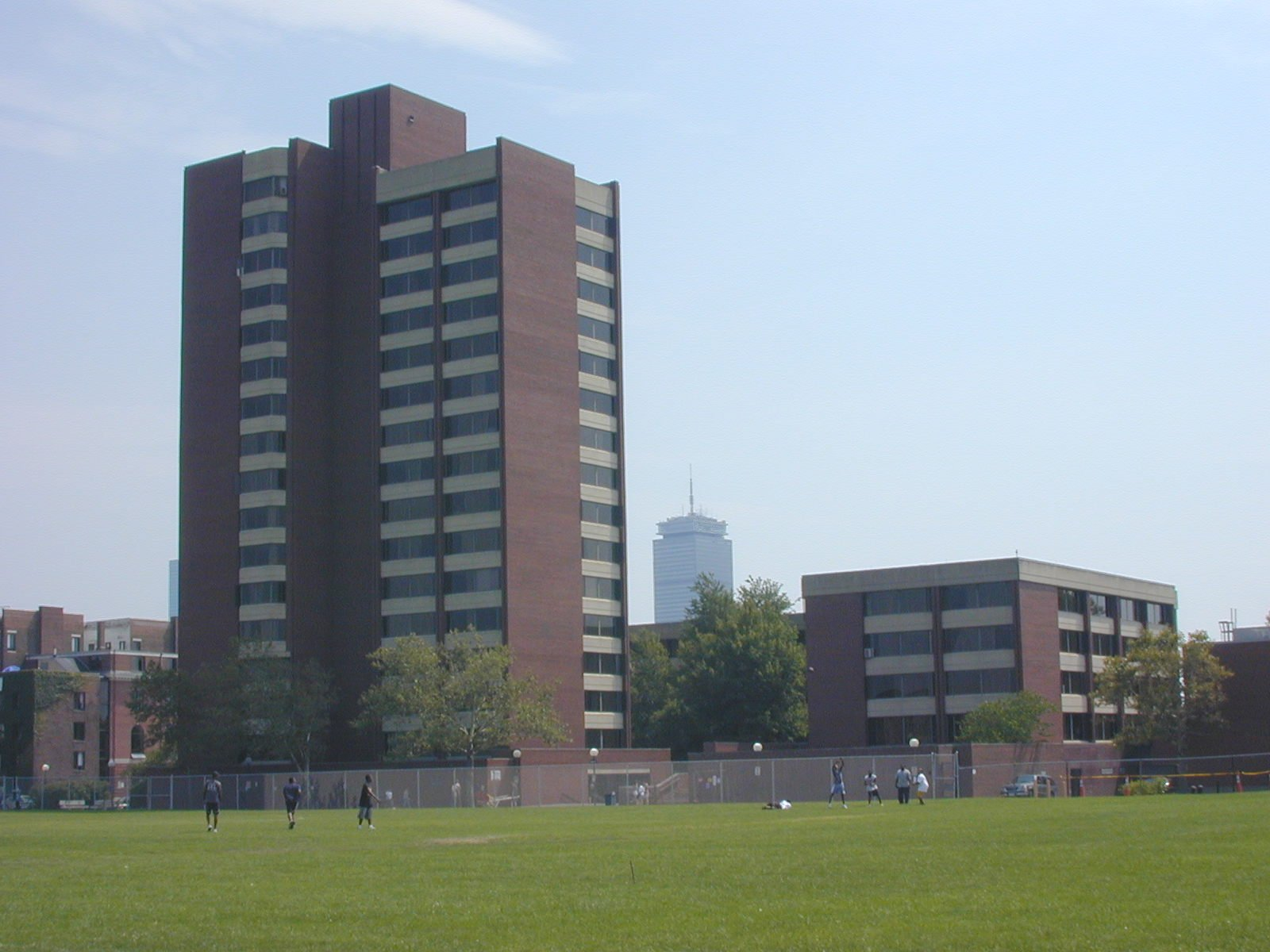
Макгрегор-Хаус, вид со стороны поля Бриггс, в направлении реки Чарльз

МакГрегор-Хаус (англ. MacGregor House), расположенный по адресу 450 Мемориал-драйв, был спроектирован Пьетро Беллуски, построен в 1970 году и назван в честь Фрэнка С. Макгрегора (SB 1907, физик). Он состоит из 16-этажной башни, соединённой с четырёхэтажным зданием, окружающим мощёный двор. Обе части состоят из апартаментов, сгруппированных в «блоки» по три-четыре этажа каждый. Они названы по буквам: A, B, C, D и E расположены в башне, а F, G, H и J — в малоэтажном здании. Блока I нет, потому что i обозначает мнимое число. Первый этаж состоит в основном из общих помещений общежития.
В каждом номере-сьюте МакГрегор-Хауса проживает от шести до восьми человек; проживание в основном смешанное; всего в общежитии проживает 326 студентов. Почти все комнаты в МакГрегоре одноместные; три двухместные комнаты в подъезде F являются архитектурной аномалией. В каждом номере есть ванная комната и кухонная зона с 4-конфорочной электрической плитой; кроме того, в одном номере в блоке есть духовка.
МакГрегор-Хаус располагает различными удобствами, включая музыкальную комнату, игровую комнату и тренажерный зал. Внутри МакГрегор-Хаус на первом этаже располагался круглосуточный магазин (MacCon), но в 2017 году он закрылся.
Здание и его окрестности хорошо известны в кампусе благодаря сильным ветрам и порывам во время штормовой погоды. Исследование вычислительной гидродинамики (CFD) подробно изучило причины этого явления, но не предложило никаких конкретных мер по его устранению.

### Масих-Холл

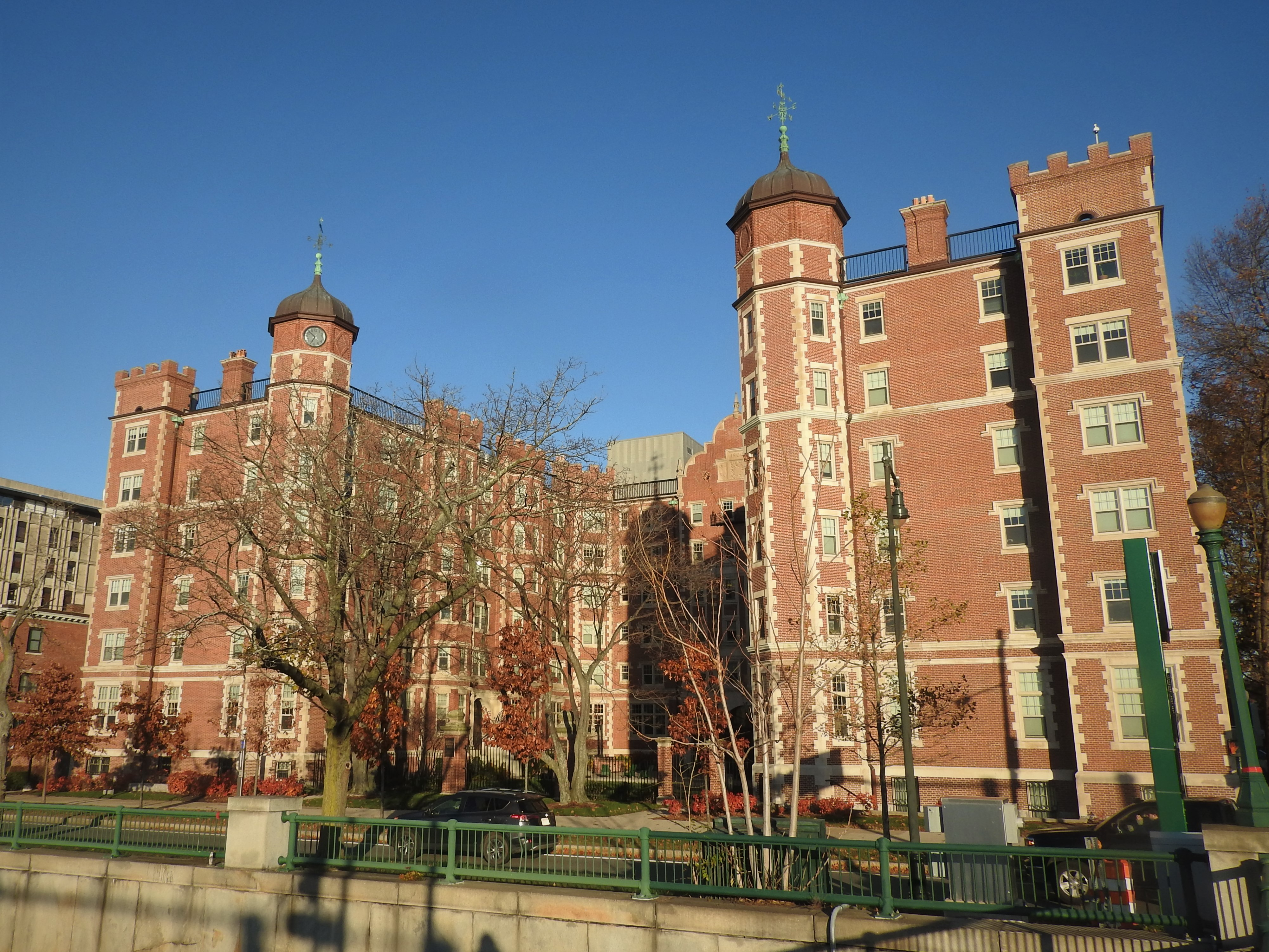
Масих-холл (бывший Эшдаун-хаус), вид с Гарвардского моста.

Масих-Холл (англ. Maseeh Hall) расположен по адресу 305 Мемориал-драйв, на пересечении Мемориал-драйв и Массачусетс-авеню, через дорогу от здания 1 MIT. Само здание было построено ещё до переезда Массачусетского технологического института в Кембридж в 1916 году. Изначально, с 1901 по 1937 год, оно функционировало как отель «Riverbank Court». В 1938 году MIT открыл его как «Дом аспирантов», позже переименовав его в «Эшдаун-Хаус» в честь первого факультетского хаусмастера, Эйвери Аллена Эшдауна. К началу XXI века здание обветшало и нуждалось в ремонте. Аспиранты были переселены в новый Эшдаун-Хаус (NW35), расположенный гораздо дальше. Это спорное решение было обосновано желанием разместить всех студентов как можно ближе к центральному кампусу MIT. Фасад опустевшего здания был немедленно отремонтирован, чтобы остановить протечки воды и дальнейшее разрушение, но на ремонт внутренних помещений не было средств.
В 2010 году Фариборз Масих (ScD 1990, Гражданское строительство) пожертвовал 24 миллиона долларов на увеличение числа студентов MIT на 270 человек (увеличение на 6 %). Для этого необходимо было увеличить количество мест в общежитиях для студентов, поскольку MIT теперь требует, чтобы все студенты жили в общежитиях на территории кампуса, по крайней мере, в течение первого года обучения. Пожертвование Фариборза Масиха было использовано для реконструкции здания, и теперь оно носит его имя.
Впервые Масих-Холл был открыт для студентов старших курсов в августе 2011 года. После открытия Масих-Холл стал самым большим общежитием для студентов старших курсов Массачусетского технологического института с 462 местами; в 2013 году количество мест в здании было увеличено до 490.
Вестибюль Масих-Холл с архитектурной точки зрения примечателен своими просторными сводами и мозаичными украшениями из плитки Гуаставино.

### Маккормик-Холл

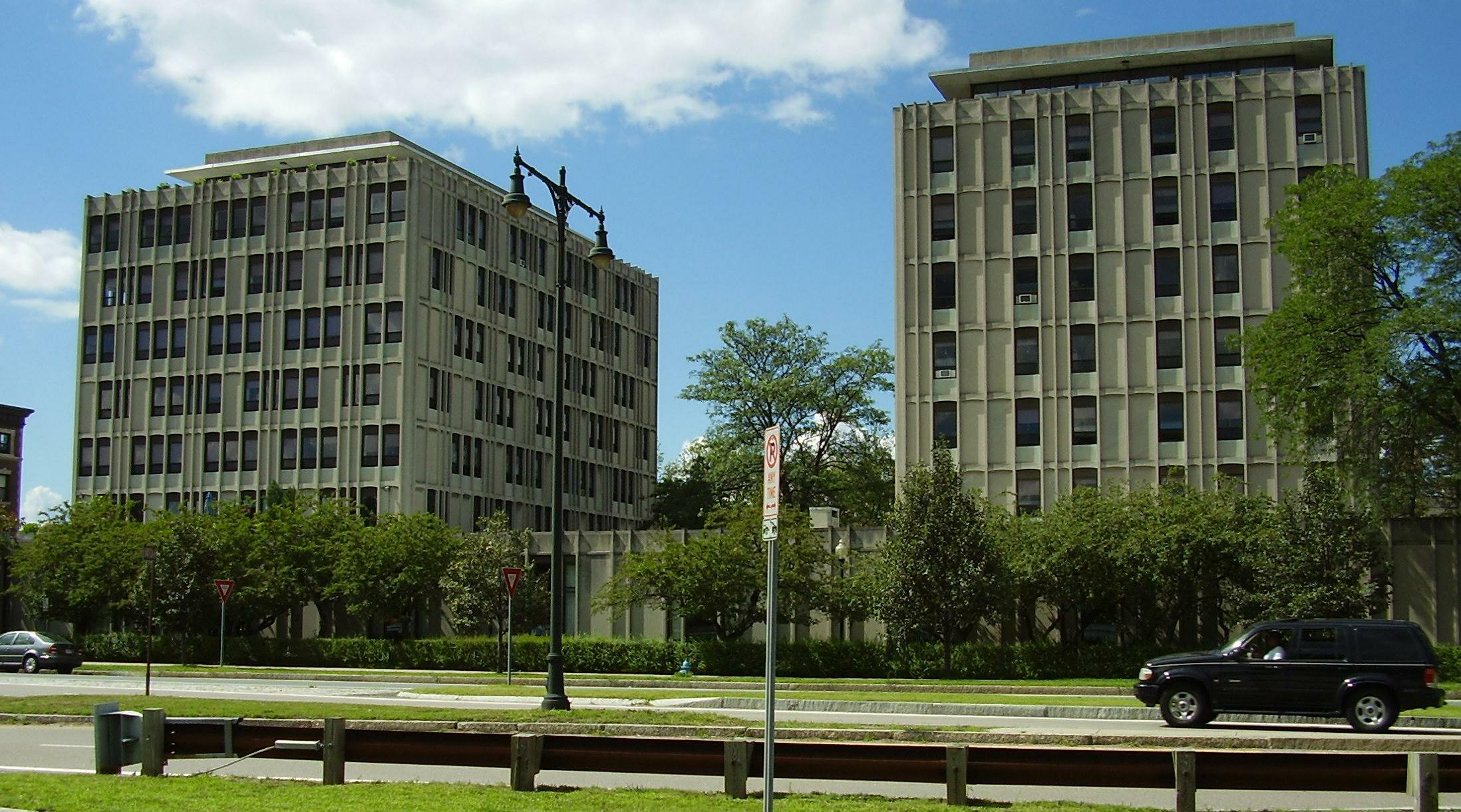
Маккормик-Холл, вид со стороны Мемориал-драйв

Маккормик-Холл (англ. McCormick Hall), расположенный по адресу 320 Мемориал-драйв, является общежитием только для женщин, в котором проживают 237 студенток старших курсов. Оно состоит из двух 8-этажных башен (восточной и западной) и пристройки, сооружённой из двух соседних зданий из коричневого камня. Три секции соединены на первом этаже. В каждой башне есть пентхаус на верхнем этаже, откуда открывается вид на Бостон. В восточной башне есть только одноместные квартиры, а в западной — одноместные, двухместные и трёхместные. Средства на строительство Маккормик-Холл были получены от Кэтрин Декстер Маккормик (SB 1904, биология), ведущего биолога, суфражистки и филантропа начала XX века. Маккормик-Холл был разработан для пропаганды и поощрения участия женщин в движении STEM, поддерживая гендерное равенство в прежней системе образования США.
Герберт Беквит, преподаватель архитектурного факультета Массачусетского технологического института, был дизайнером Маккормик-Холл. Западная башня была построена в 1963 году, а восточная башня была построена позже, в 1967 году.

### Нью-Хаус

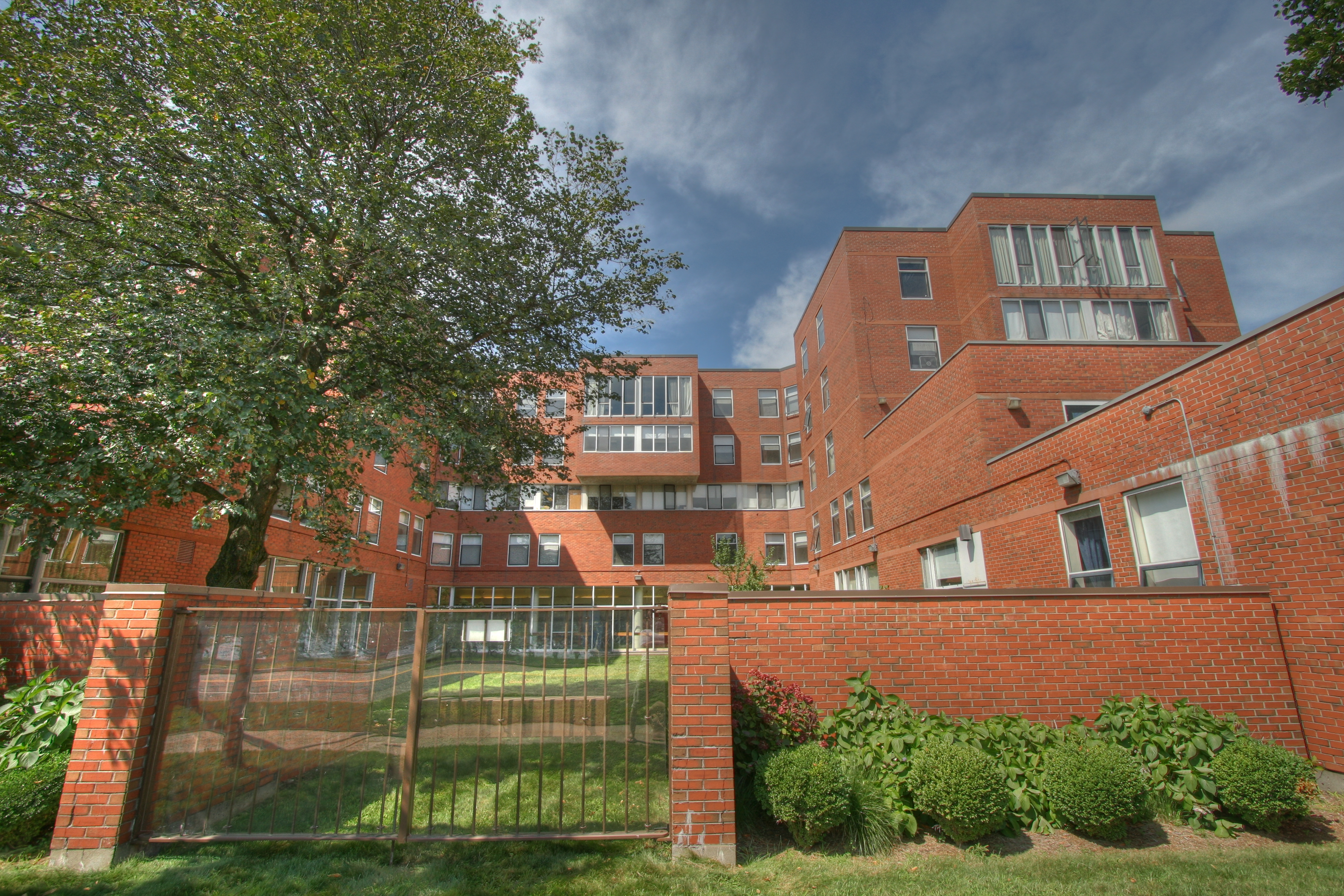
Нью-Хаус, вид с Мемориал-драйв

В общежитии Нью-Хаус (англ. New House), иногда называемом Нью-Вест-Кампус-Хаусиз (англ. New West Campus Houses), и расположенном по адресу 471—476 Мемориал-драйв, проживает 291 студент старших курсов. Общежитие представляет собой серию из шести соединённых пятиэтажных зданий, расположенных зигзагообразно, каждое из которых названо в честь выпускников. По всему общежитию расположены кухни и места общего пользования. Есть тоннель, соединяющий Нью-Хаус и соседний МакГрегор-Хаус.
Нью-Хаус был построен в 1975 году и вмещает девять отдельных жилых групп. В 2017—2018 годах в Нью-Хаус была проведена масштабная реконструкция, направленная на обновление инфраструктуры и улучшение качества жизни. Ремонт улучшил доступность, повысил экологическую устойчивость и привнёс новые удобства. Среди новых элементов обновлённого общежития — игровая комната, улучшенная гостиная на первом этаже и соединённые коридоры на верхних этажах.
Однако жители сетовали на значительное влияние на студенческие сообщества, которое оказал проект реконструкции. Студенты отмечали, что «существовавшая ранее культура Нью-Хаус… была в значительной степени утрачена», указывая на стресс, связанный с необходимостью часто переезжать из одного временного помещения в другое, и сложность восстановления сообщества в таких условиях. В ходе реконструкции были уничтожены исторические фрески, нарисованные бывшими студентами, что ещё больше усилило ощущение утраты культуры и традиций.

### Нью-Вассар

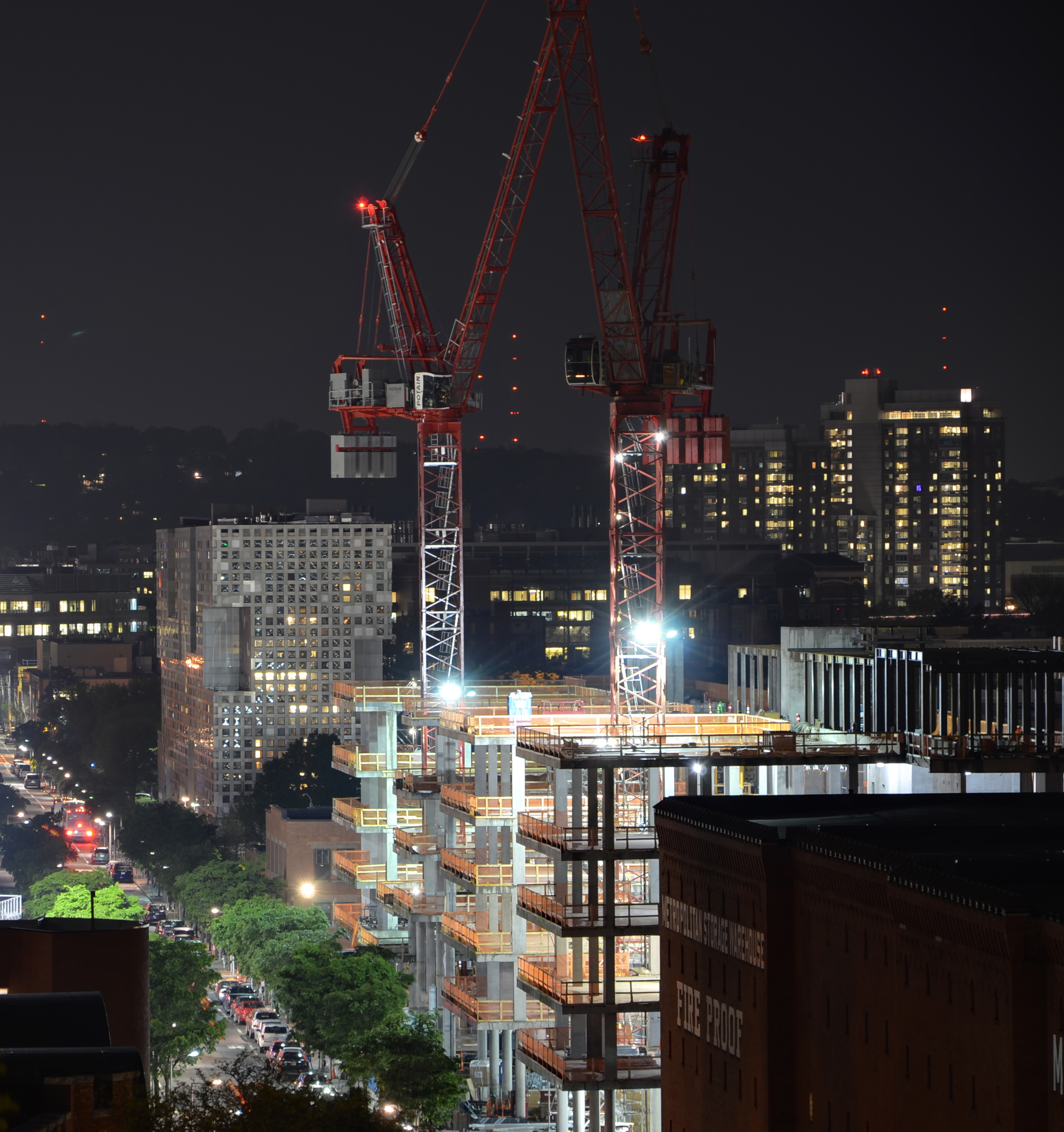
Нью-Вассар в процессе строительства, май 2019

Нью-Вассар (англ. New Vassar) — самое новое общежитие, впервые открытое в весеннем семестре 2021 года. Здание расположено по адресу 189 Вассар-стрит, на месте бывшей автостоянки под названием Вест-Гараж. Строительство общежития было одобрено в декабре 2017 года, а строительство началось со сноса парковки в январе 2018 года. Открытие нового общежития на 450 человек было запланировано на конец 2020 года.
28 февраля 2019 года в результате несчастного случая на строительной площадке погиб один рабочий и ещё двое получили ранения. По имеющимся данным, на троих рабочих упали строительные материалы с верхнего этажа.
MIT представляет Нью-Вассар как «живое учебное сообщество», которое помогает студентам расти как академически, так и личностно. Удобства общежития, включая столовую, общую кухню, внутренний двор, мейкерспейс и комнаты для групповых занятий, были спроектированы для поощрения социальной активности. При проектировании здания также уделялось внимание экологической устойчивости, и оно было сертифицировано по стандарту LEED Gold.
Однако студенты MIT критиковали процесс проектирования Нью-Вассар как «историю нарушенных обещаний», когда ценные отзывы студентов «уничтожались административным решением сверху». На ранней стадии проектирования Нью-Вассар администраторы MIT обратились к студентам, чтобы сформулировать ряд руководящих принципов для будущих общежитий, обеспечив взаимоприемлемый компромисс между благополучием студентов и административными потребностями. Позже администраторы в одностороннем порядке отменили несколько решений без одобрения студентов. Этот инцидент вызвал резкую критику в адрес руководства MIT и процесса принятия решений, когда обширные отзывы и сотрудничество студентов регулярно отменялись «туманными апелляциями» к статистическим данным.

### Некст-Хаус

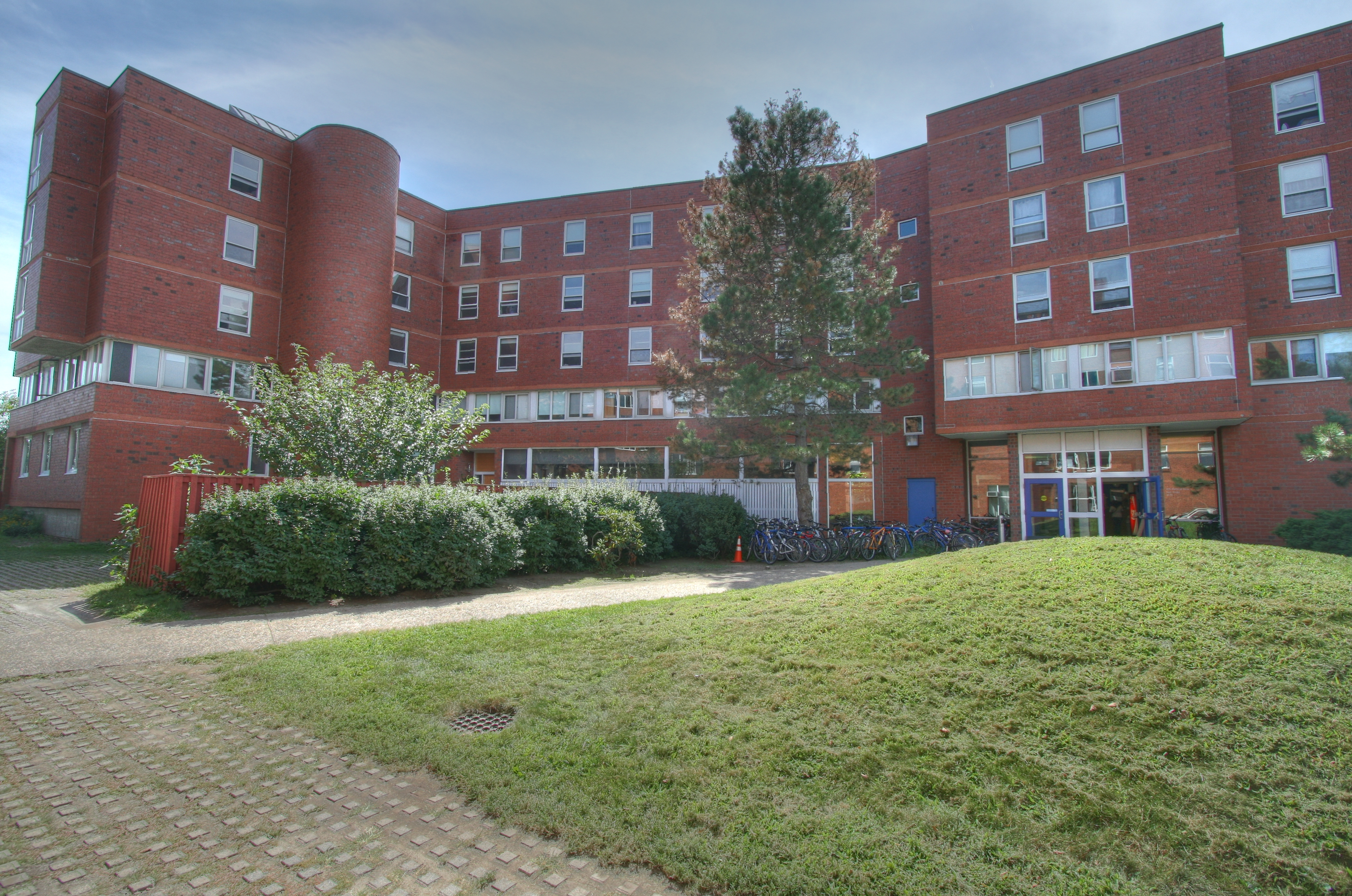
Некст-Хаус, вид с переулка Амхерст

Некст-Хаус (англ. Next House), расположенный по адресу 500 Мемориал-драйв, имеет высоту пять этажей и вмещает около 350 человек. Созданный по образцу успешного Бейкер-Хаус, он был открыт в сентябре 1981 года. Название «Next House» было неофициальным и считалось временным, пока не было получено достаточное количество пожертвований, чтобы дать общежитию имя главного спонсора. В результате институт почти всегда называл здание «500 Мемориал-драйв», а студенты всегда называли общежитие «Next House».
На первом уровне находится Tastefully Furnished Lounge (TFL) (с англ. — «Со вкусом обставленная гостиная»), а также комнаты для занятий музыкой, столовая Next Dining (открытая ежедневно для всех студентов MIT, которые могут здесь позавтракать и поужинать), вычислительный кластер Athena и комнаты для тренировок. TFL была названа так на первом собрании руководства Next House. Фраза «Со вкусом обставленная гостиная» изначально появилась в официальной брошюре, распространённой на церемонии посвящения МакГрегор-Хаус, и стала использоваться по иронии судьбы, поскольку изначально помещение было практически не обставлено. На цокольном этаже Next House расположены прачечная, игровая зона и кухня Country Kitchen.

### Рэндом-Холл

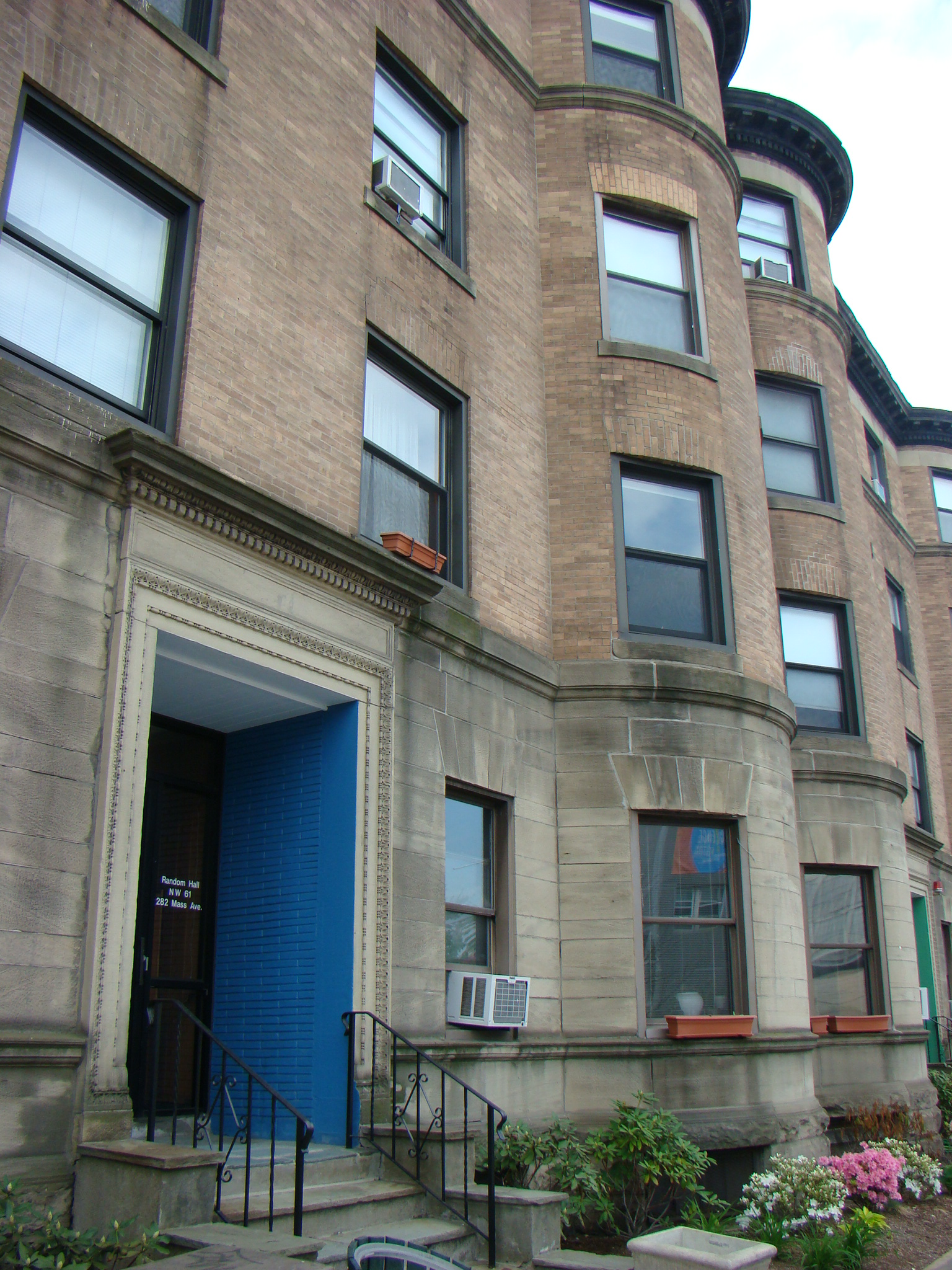
Рэндом-Холл, вид с Массачусетс-авеню

Рэндом-Холл (англ. Random Hall), расположенный по адресу 290 Массачусетс-авеню, был создан путём соединения двух старых, одинаковых зданий, процесс, известный некоторым жителям как «сиамизация». Это самое старое здание, принадлежащее Массачусетскому технологическому институту, в нём нет лифтов. Первоначально построенное в 1894 году, в 1968 году здание было переоборудовано под общежитие для приезжих студентов и студентов из переполненных общежитий. Весной и летом 1977 года оно было быстро переоборудовано, чтобы принять неожиданно большой набор 1981 года.
Рэндом-Холл — самое маленькое из общежитий MIT, в нём проживает всего 93 студента. Его расположение также уникально среди общежитий для студентов, поскольку оно находится примерно в квартале от северной границы главного кампуса. Рэндом-Холл был известен тем, что в нём на ранней стадии были внедрены онлайн-серверы для ванных комнат и стиральных машин, которые позволяли людям удалённо определять, используются ли ванные комнаты и стиральные или сушильные машины.
В Рэндом-Холле хранится «Молоко» — 28-летний пакет прогорклого молока. Изначально пакет был куплен Джастином О. Кейвом (выпускник 1998) в 1994 году для приготовления макарон с сыром. Кейв забыл его употребить, а жители Рэндом-Холла обнаружили его через десять месяцев после истечения срока годности. Этот инцидент послужил поводом для нескольких мероприятий и праздников, связанных с «Молоком», включая вечеринки по случаю дня его рождения, награды за «Самое уродливое проявление на кампусе» и шуточное заявление о приёме в Массачусетский технологический институт.

### Симмонс-Холл

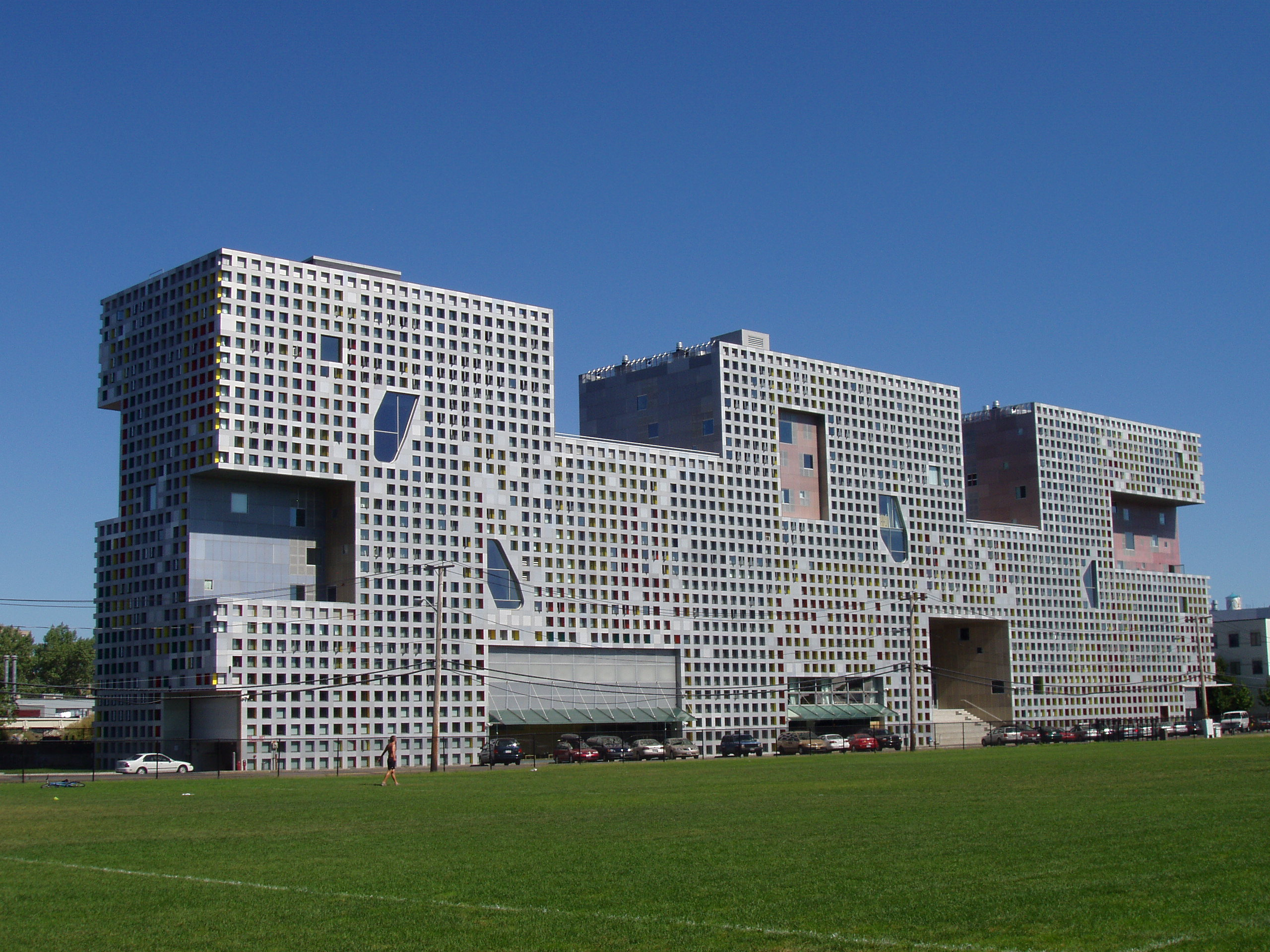
Симмонс-Холл, вид с Бриггс-Филд

Симмонс-Холл (англ. Simmons Hall), расположенный по адресу 229 Вассар-стрит, был спроектирован архитектором Стивеном Холлом и реализован в 2002 году. Стоимость строительства Симмонс-Холл составила 78,5 млн долларов США, что сделало это здание самым дорогим общежитием Массачусетского технологического института, построенным в кампусе после Бейкер-Хаус.
Здание длиной 116 метров и высотой 10 этажей вмещает 344 студента. Конструкция представляет собой большой железобетонный блок, с примерно 5500 квадратными окнами размером 0,61×0,61 м, а также дополнительными большими окнами неправильной формы. В среднем одна комната имеет девять окон, каждое из которых занавешено небольшой гардиной. Внутренний дизайн состоит из комнат на одного и двух человек, а также гостиных с кухнями и без. Комнаты расположены в трёх условных башнях (башни «А», «В» и «С»). В Симмонс-холле есть столовая и ночное кафе. В здании также есть несколько эзотерических объектов — большой бассейн с шариками, хакерспейс и деревообрабатывающая мастерская.
Многие жители Симмонса жалуются, что эстетика была более приоритетной, чем функциональность. Например, жителям башни «А» приходится пользоваться двумя разными лифтами или дважды проходить через всё здание (более восьми миль), чтобы попасть в столовую. Ни лифт башни «А», ни лестницы башни «А» не доходят до первого этажа, где расположена столовая. Комнаты в общежитии оборудованы модульной мебелью, сделанной на заказ. Мнения студентов об этой мебели неоднозначны: их хвалят за модульность и критикуют за чрезмерный вес и недостаточную прочность.
Здание получило прозвище «Губка», поскольку архитектор сознательно смоделировал его форму и внутреннюю структуру под вдохновением от морской губки. Мнения об эстетике здания сильно разделились. Симмонс-Холл получил почётную награду Американского института архитекторов за архитектуру в 2003 году, и Медаль Харлстона Паркера в 2004 году, присуждаемую Бостонским обществом архитекторов за «самое красивое архитектурное здание, памятник или сооружение» в Бостоне. Симмонс-холл был представлен на выставке Inside the Sponge-Students Take on MIT Simmons Hall в Канадском центре архитектуры в Монреале осенью 2006 года. С другой стороны, здание критиковали как уродливое, что нашло отражение в каталоге Джеймса Кунстлера «Eyesore of the Month».
В рамках программы Percent-for-Art Центра визуальных искусств MIT List для здания была заказана работа американского художника Дэна Грэма. Скульптура под названием «Павильон Инь-Ян» представляет собой частично отражающую стеклянную стену, вымощенную гравием площадку в форме половины символа инь-ян, а другая половина содержит неглубокий бассейн с водой.

## Бывшие общежития для студентов бакалавриата
Некоторые примечательные общежития для студентов Массачусетского технологического института были закрыты после длительной эксплуатации. Бексли-Холл был снесён из-за опасений по поводу структурной целостности. Сеньор-Хаус был расформирован, а здание переоборудовано под общежитие для аспирантов, после административных разногласий.

### Бексли-Холл

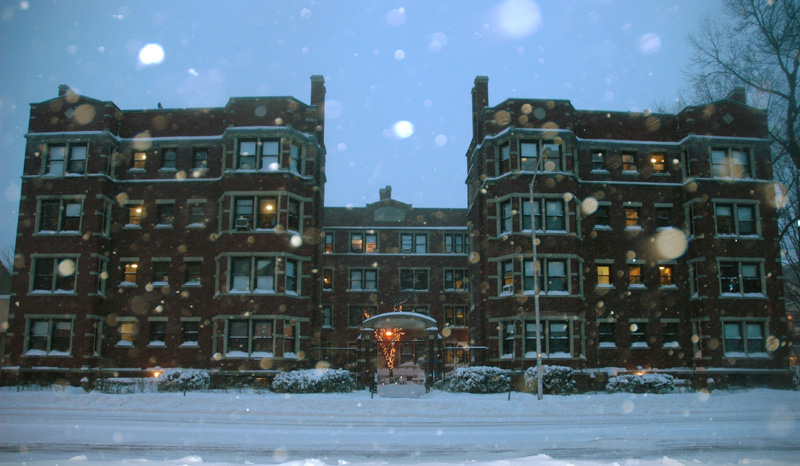
Бексли-Холл зимним вечером

Бексли Холл (англ. Bexley Hall) — бывшее общежитие Массачусетского технологического института, расположенное по адресу Массачусетс-авеню, 46-52. Бексли был кирпичным зданием начала XX века, состоящим из четырёх четырёхэтажных корпусов, окружавших центральный двор. Оно находилось почти прямо через дорогу от здания 7 Массачусетского технологического института; в старых официальных справочниках MIT оно описывалось как «всего в двух шагах от входной двери института». Как бывшие квартиры, отремонтированные в 1970-х годах, апартаменты Бексли имели полноценные кухни и ванные комнаты. Крепкие, звуконепроницаемые стены Бексли были обильно расписаны студентами и покрыты фресками и граффити, некоторые из которых датируются 1960-ми годами.
Давно известный своей альтернативной культурой, Бексли был одним из первых общежитий Массачусетского технологического института, официально ставших совместными, в котором проживало 120 студентов. Некоторые жильцы держали домашних кошек и позволяли им свободно бродить по зданию, за десятилетия до того, как в 2008 году MIT официально принял политику дружелюбного отношения к кошкам. Концерты Grateful Dead в Массачусетском технологическом институте в мае 1970 года спонсировал хаусмастер Бексли.
По следам дела о взломе телефона Кэпом Кранчем Федеральное бюро расследований посетило Бексли в начале 1970-х годов. Двадцать-тридцать жителей Бексли заполнили гостиную и были «опрошены» двумя агентами ФБР. «Мы делились попкорном и задавали им больше вопросов, чем они нам; дух был бурным».
7 мая 2013 года MIT объявил, что Бексли Холл будет закрыт на срок до трёх лет из-за значительного повреждения водой наружных стен здания, что сделало общежитие небезопасным для проживания. Жители Бексли-Холл и другие выразили значительное беспокойство по поводу внезапного нарушения планов по размещению студентов и возможной потери уникальной студенческой культуры, которая развивалась в течение многих лет. 17 октября 2013 года Департамент по эксплуатации зданий Массачусетского технологического института рекомендовал снести Бексли-Холл, посчитав его слишком дорогим для ремонта и приведения в соответствие с современными строительными нормами. По состоянию на октябрь 2015 года здание было полностью демонтировано, а на его месте разбит небольшой парк.
Среди известных выпускников Бексли-Холла — Дэн Бриклин, один из изобретателей компьютерной электронной таблицы, и Джефф Сагарин, гуру спортивных компьютерных рейтингов, который впервые стал известен благодаря своим рейтингам и линиям коэффициентов (ставок) в USA Today, а позже был нанят NCAA для помощи в компьютеризации процесса отбора баскетбольных турниров. Также среди наиболее известных бывших жителей Бексли были профессор института Джером Леттвин и его жена Мэгги, которые были «воспитателями» в Бексли-Хаус в 1970-х и начале 1980-х годов.

### Сеньор-Хаус

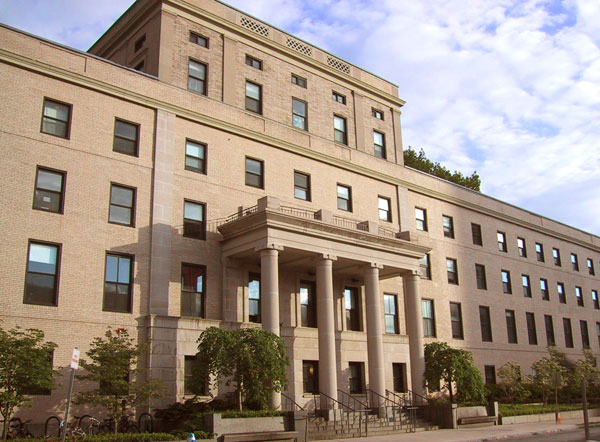
Вход в Сеньор-Хаус на Амхерст-стрит

Сеньор-Хаус (англ. Senior House) — старейшее общежитие Массачусетского технологического института и первое самоуправляемое общежитие колледжа в США. С момента постройки в 1916 году оно служило первым общежитием института и студенческим братством, смешанным общежитием для студентов и выпускников, общежитием для всех выпускников, общежитием для старшекурсников и жильём для военных во время Второй мировой войны. L-образное здание непосредственно примыкает к резиденции президента Массачусетского технологического института. Башня в центре северной стороны украшена неоклассическими колоннами, которые отражают архитектуру первоначального кампуса MIT в Кембридже.
Уличный адрес здания — 4 Ames Street, но почтовый адрес — 70 Amherst Street, так как главный вход был перенесён в заднюю часть здания. До внедрения одноподъездной планировки здания в Senior House было шесть подъездов, названных в честь исторических личностей Массачусетского технологического института:
- Уэйр (Уильям Уэйр[англ.], профессор архитектуры)
- Аткинсон (Уильям Аткинсон, профессор английского языка и литературы)
- Ранкл (Джон Дэниел Ранкл[англ.], второй президент Массачусетского технологического института)
- Холман (Сайлас Холман[79], профессор физики)
- Николс (Уильям Рипли Николс[англ.], профессор химии)
- Крафтс (Джеймс Крафтс, четвёртый президент MIT).

Ссылаясь на низкий процент выпускников и возможные проблемы, связанные с наркотиками в Senior House, администрация Массачусетского технологического института в 2016 году реализовала «программу перелома», которая включала запрет на приём новых студентов и внедрение изменений, связанных с психическим здоровьем и надзором. 12 июня 2017 года было объявлено, что Senior House будет заменен на «Pilot 2021», программу размещения в основном студентов первого курса в более регулируемой среде. В общежитии больше не будут разрешены кошки, фрески и другие элементы, связанные с культурой общежитий «восточной стороны». Многие члены сообщества восточной стороны MIT расценили уничтожение культуры Senior House как нападение администрации на ценности их сообщества. Столкнувшись с сопротивлением студентов против Pilot 2021, 7 июля 2017 года MIT объявил, что здание будет полностью освобождено от студентов и перепрофилировано под общежитие для аспирантов. Это объявление вызвало новый виток споров и дискуссий среди сообщества MIT. В статье в журнале Wired закрытие общежития MIT описывается как часть более широкой тенденции среди американских университетов, которая подчёркивает безопасность и порядок, минимизируя юридическую ответственность и дурную славу.
Среди известных выпускников Senior House — Янош Паштор (ядерная инженерия, 1979), бывший помощник Генерального секретаря ООН; Джон Брусгер (химия, 1978), основатель Newbury Comics; Лоуренс Саммерс (экономика, 1975), бывший президент Гарвардского университета и бывший министр финансов во время администрации Клинтона; Брюс Моррисон (химия, 1965), представитель США от 3-го округа Конгресса штата Коннектикут в 1983—1991 годах; Моше Аренс (машиностроение, 1947), бывший член Кнессета Израиля, министр обороны и посол в США; Гордон Стенли Браун (электротехника, 1931), бывший декан инженерного факультета Массачусетского технологического института и пионер в разработке систем автоматической обратной связи и станков с числовым программным управлением. Среди бывших преподавателей Senior House — швейцарский музыковед, композитор, пианист и дирижёр Эрнст Леви; Джон Гуденаф, удостоенный в 2019 году Нобелевской премии по химии за разработку литий-ионной батареи, жил в Senior House в качестве преподавателя в 1950-60-х годах, когда он был частью междисциплинарной группы, ответственной за разработку памяти с произвольным доступом.

## Общежития для студентов магистратуры
К общежитиям для студентов магистратуры Массачусетского технологического института относятся следующие:
- Амхерст-стрит, 70 (бывший Сеньор-Хаус)
- Эшдаун-Хаус
- Апартаменты Истгейт
- Эджертон-Хаус
- Башня магистратуры на площадке 4
- Сидней-Пасифик
- Резиденция Танг
- Хранилище
- Апартаменты Вестгейт

### Галерея

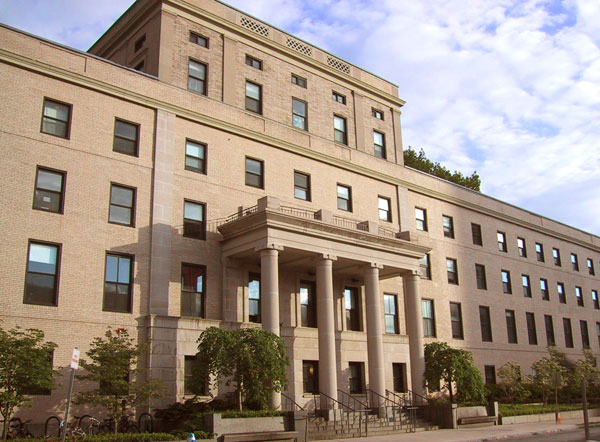
70 Амхерст-стрит
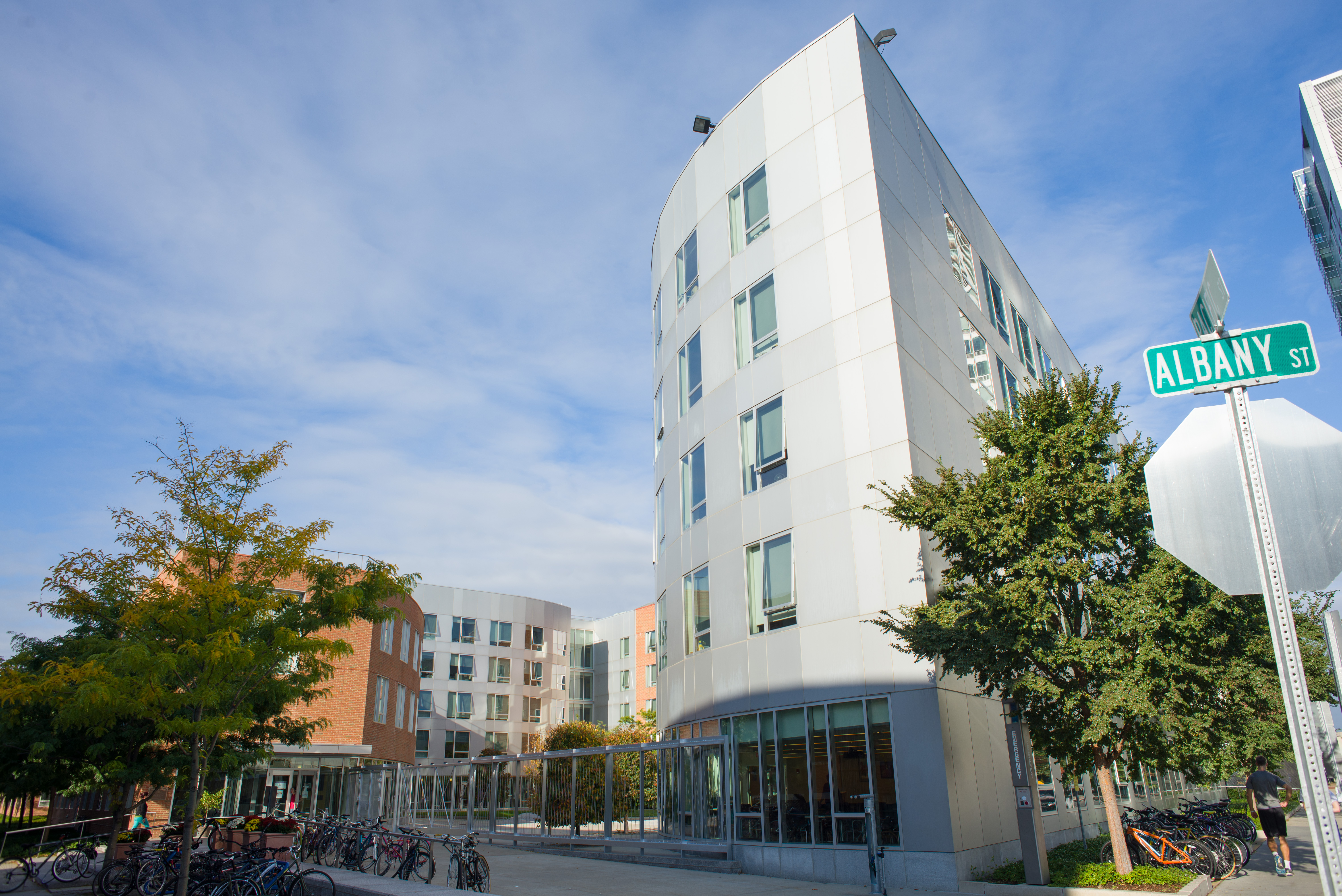
Эшдаун-Хаус
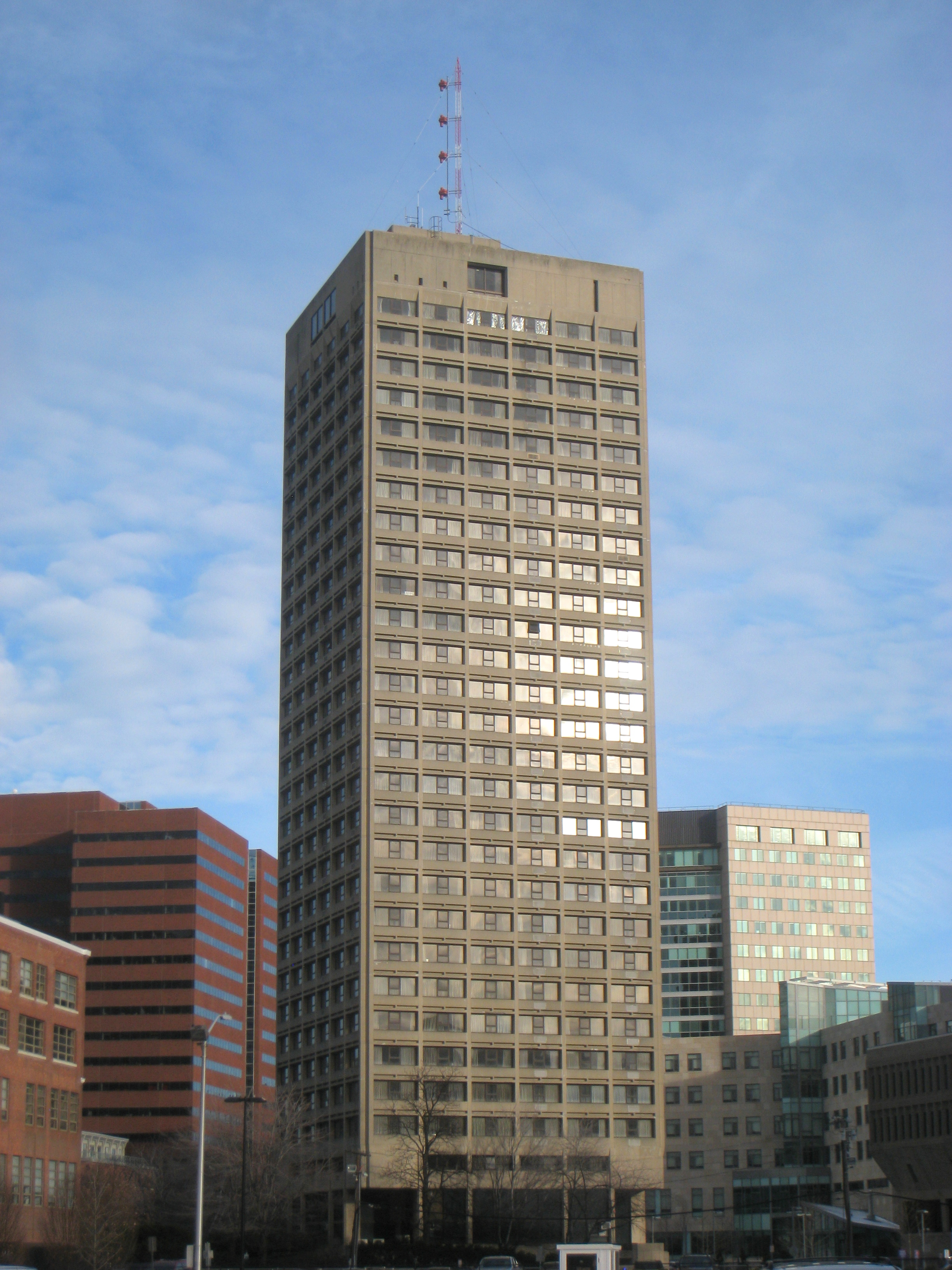
Апартаменты Истгейт
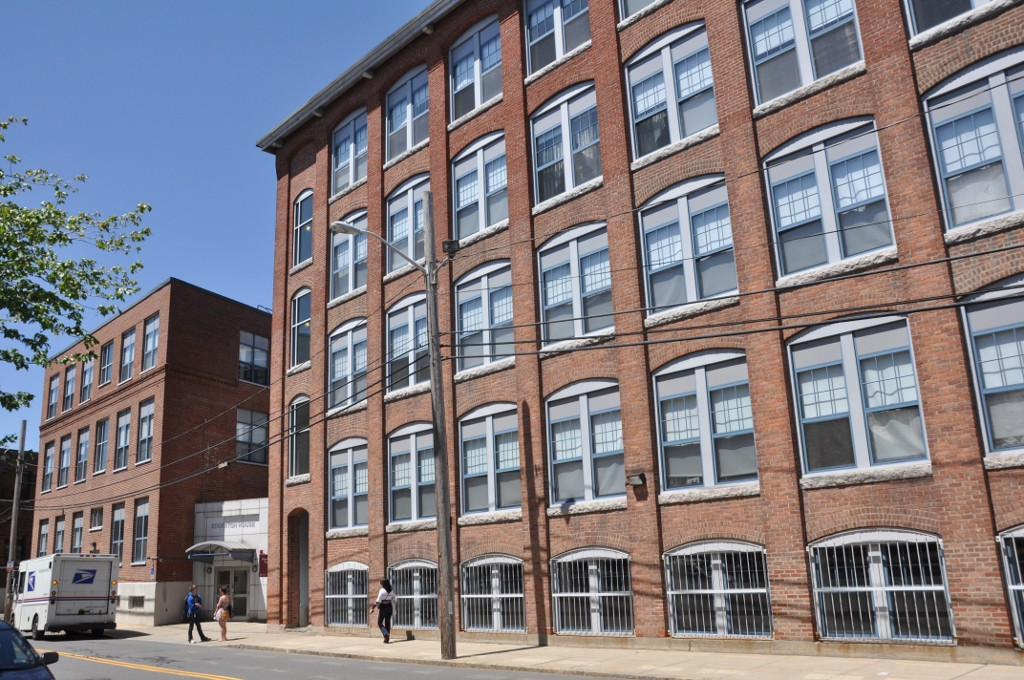
Эджертон-Хаус
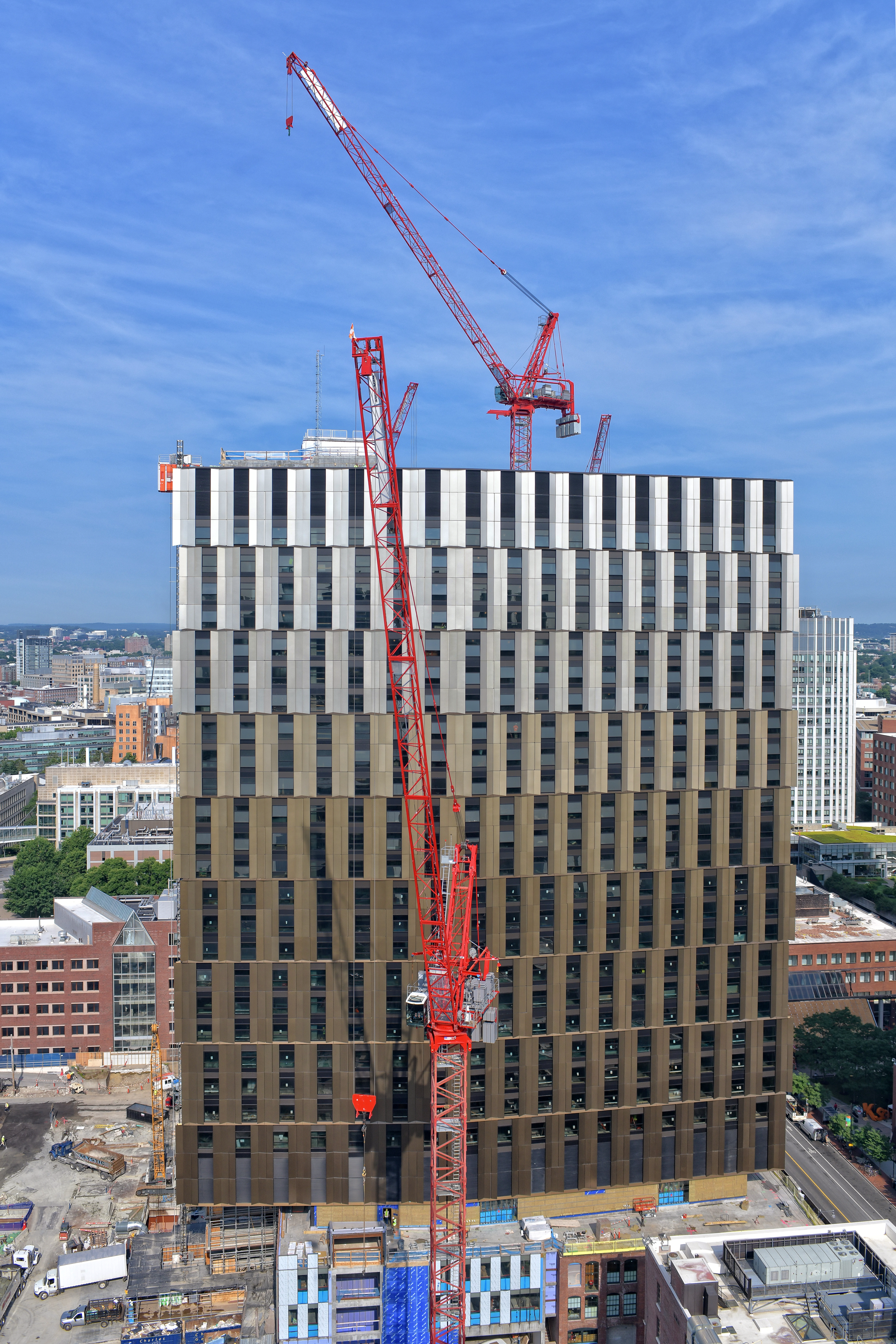
Строительство площадки 4, июль 2019
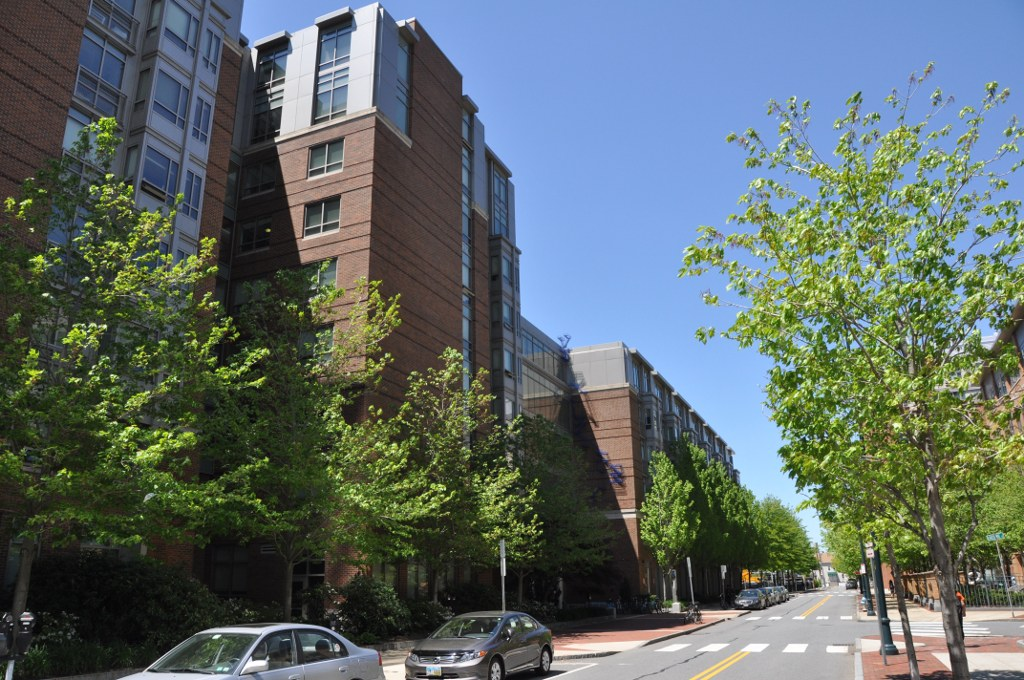
Сидней-Пасифик
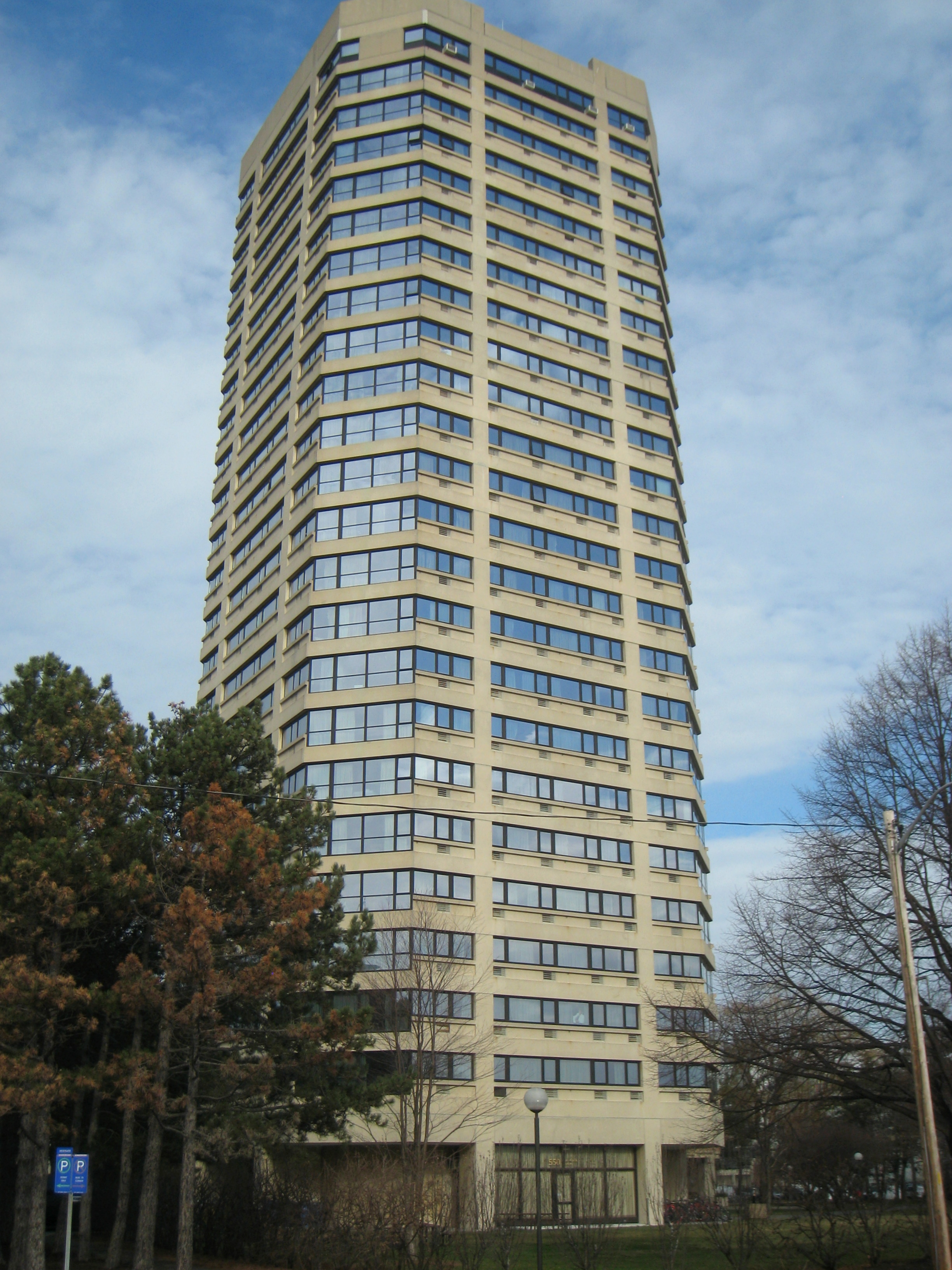
Танг-Холл
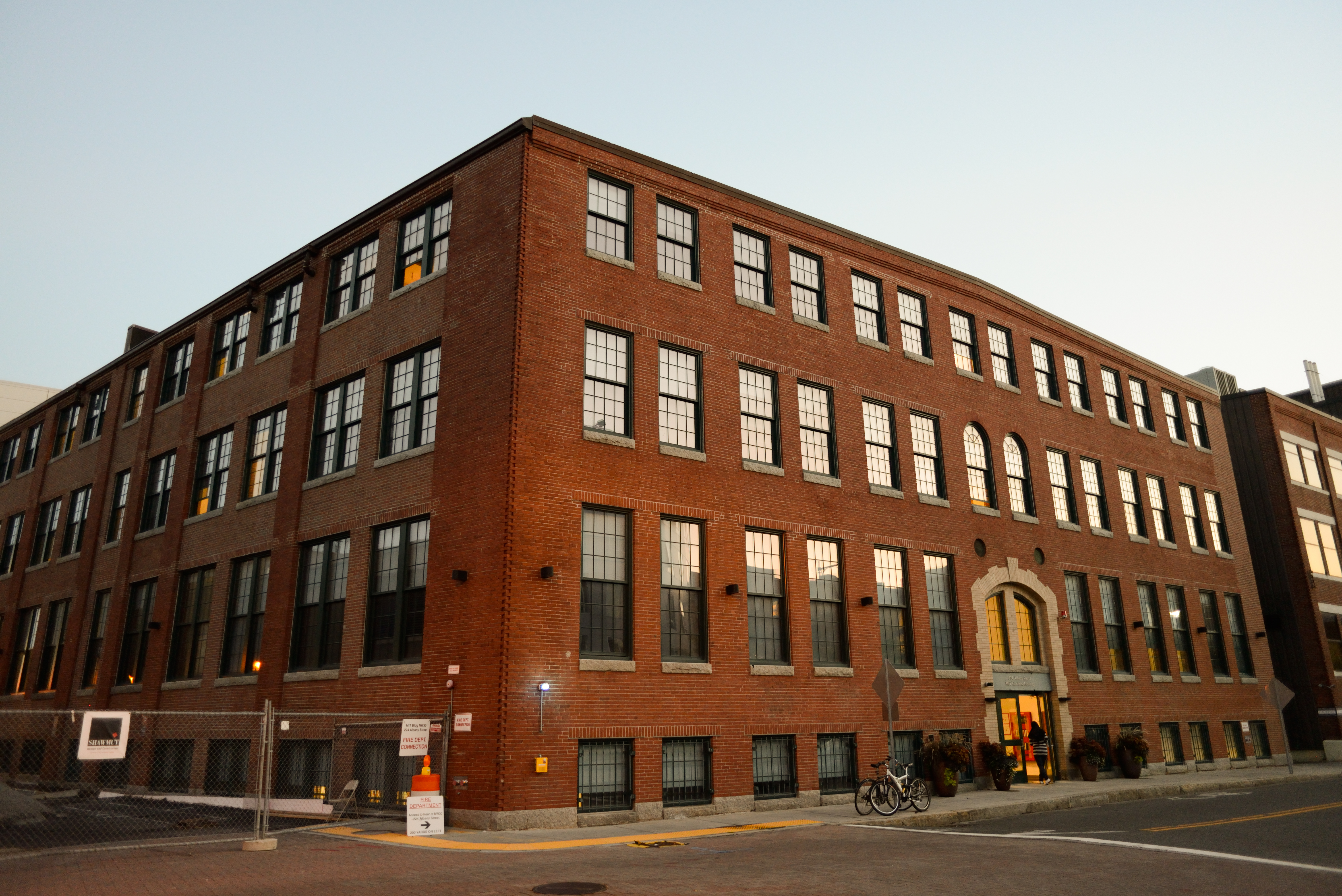
Хранилище
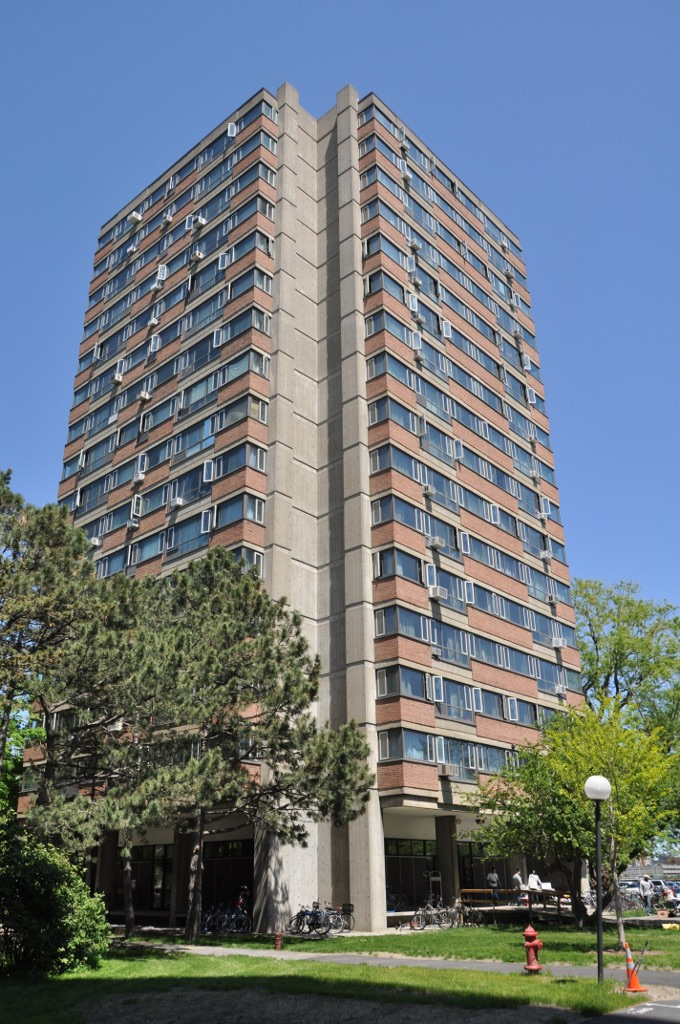
Апартаменты Вестгейт